# Krabonošská niva
Krabonošská niva je přírodní rezervace poblíž obce Nová Ves nad Lužnicí v okrese Jindřichův Hradec. Oblast spravuje Agentura ochrany přírody a krajiny ČR. Předmětem ochrany je zachování přírodního toku řeky Lužnice a její nivy, s charakteristickým reliéfem a s mozaikou různých typů mokřadních a lučních společenstev. Území má význam především pro neporušenost hydrologického režimu a jako refugium cenných mokřadních společenstev s řadou vzácných, ohrožených či jinak významných druhů.